# FA Cup 1883-1884
La FA Cup 1883-84 fu la tredicesima edizione del torneo calcistico più vecchio del mondo. Vi presero parte 100 compagini, sedici in più dell'anno precedente, ma 3 squadre non giocarono alcun incontro.

## Primo turno
| Squadra locale          | Punteggio                              | Squadra ospite       | Data             |
| ----------------------- | -------------------------------------- | -------------------- | ---------------- |
| Darwen                  | 2-2                                    | Church               | 27 ottobre 1883  |
| Grantham                | 3-2                                    | Spilsby              | 10 novembre 1883 |
| Preston North End       | Direttamente al turno successivo       |                      |                  |
| Stoke                   | 1-2                                    | Manchester           | 10 novembre 1883 |
| Reading                 | 2-2                                    | South Reading        | 10 novembre 1883 |
| Sheffield               | 1-4                                    | Lockwood Brothers    | 10 novembre 1883 |
| Clapham Rovers          | Qualificati per ritiro dell'avversaria | Kildare              |                  |
| Windsor Home Park       | 5-3                                    | Royal Engineers      | 10 novembre 1883 |
| Swifts                  | Direttamente al turno successivo       |                      |                  |
| Rochester               | 2-1                                    | Uxbridge             | 3 novembre 1883  |
| Druids                  | 0-1                                    | Northwich Victoria   | 3 novembre 1883  |
| Notts County            | 3-1                                    | Sheffield Heeley     | 10 novembre 1883 |
| Hendon                  | 3-2                                    | Old Etonians         | 10 novembre 1883 |
| Old Foresters           | 2-1                                    | Dreadnought          | 10 novembre 1883 |
| Nottingham Forest       | Qualificati per ritiro dell'avversaria | Redcar               |                  |
| Romford                 | 3-0                                    | Woodford Bridge      | 3 novembre 1883  |
| West End                | 1-0                                    | Maidenhead           | 10 novembre 1883 |
| Blackburn Rovers        | 7-1                                    | Southport Central    | 20 ottobre 1883  |
| Hanover United          | 1-6                                    | Brentwood            | 3 novembre 1883  |
| Mosquitos               | 3-2                                    | Pilgrims             | 10 novembre 1883 |
| Stafford Road           | 5-1                                    | Aston Unity          | 10 novembre 1883 |
| Acton                   | 0-2                                    | Upton Park           | 10 novembre 1883 |
| Calthorpe               | 0-9                                    | Walsall Town         | 10 novembre 1883 |
| Sheffield Wednesday     | Direttamente al turno successivo       |                      |                  |
| Blackburn Olympic       | 5-1                                    | Darwen Ramblers      | 13 novembre 1883 |
| Reading Minster         | 1-10                                   | Old Carthusians      | 10 novembre 1883 |
| Small Heath Alliance    | 1-1                                    | Birmingham Excelsior | 20 ottobre 1883  |
| Blackburn Park Road     | 6-0                                    | Clitheroe Low Moor   | 27 ottobre 1883  |
| Bolton Wanderers        | 9-0                                    | Bolton Olympic       | 10 novembre 1883 |
| Accrington              | 4-0                                    | Blackpool St John's  | 10 novembre 1883 |
| Wednesbury Old Athletic | 5-0                                    | Mitchell St George's | 10 novembre 1883 |
| Hornchurch              | 0-9                                    | Marlow               | 10 novembre 1883 |
| Clitheroe               | 3-3                                    | South Shore          | 10 novembre 1883 |
| Chesterfield Spital     | 1-1                                    | Rotherham Town       | 10 novembre 1883 |
| Great Lever             | 4-1                                    | Astley Bridge        | 20 ottobre 1883  |
| Halliwell               | 2-5                                    | Eagley               | 13 ottobre 1883  |
| Oswestry                | 2-0                                    | Hartford St John's   | 10 novembre 1883 |
| Walsall Swifts          | 1-5                                    | Aston Villa          | 10 novembre 1883 |
| Old Westminsters        | 3-0                                    | Chatham              | 3 novembre 1883  |
| Wrexham Olympic         | Qualificati per ritiro dell'avversaria | Liverpool Ramblers   |                  |
| Upton Rangers           | 0-7                                    | Old Wykehamists      | 10 novembre 1883 |
| Bolton Association      | 5-1                                    | Bradshaw             | 3 novembre 1883  |
| Hull Town               | 1-3                                    | Grimsby Town         | 3 novembre 1883  |
| Wolverhampton Wanderers | 4-1                                    | Long Eaton Rangers   | 27 ottobre 1883  |
| Rossendale              | 6-2 Rossendale squalificato            | Irwell Springs       | 17 novembre 1883 |
| Derby Midland           | Direttamente al turno successivo       |                      |                  |
| Davenham                | 2-0                                    | Macclesfield Town    | 10 novembre 1883 |
| Hurst                   | 3-1                                    | Turton               | 20 ottobre 1883  |
| Crewe Alexandra         | 0-10                                   | Queen's Park         | 6 ottobre 1883   |
| Middlesbrough           | 1-5                                    | Staveley             | 10 novembre 1883 |
| West Bromwich Albion    | 0-2                                    | Wednesbury Town      | 10 novembre 1883 |
| Padiham                 | 3-1                                    | Lower Darwen         | 31 ottobre 1883  |

## Ripetizioni
| Squadra locale       | Punteggio | Squadra ospite       | Data             |
| -------------------- | --------- | -------------------- | ---------------- |
| Church               | 0-1       | Darwen               | 3 novembre 1883  |
| South Reading        | 0-4       | Reading              | 17 novembre 1883 |
| Birmingham Excelsior | 3-2       | Small Heath Alliance | 10 novembre 1883 |
| South Shore          | 3-2       | Clitheroe            | 24 novembre 1883 |
| Rotherham Town       | 7-2       | Chesterfield Spital  | 17 novembre 1883 |

## Secondo turno
| Squadra locale          | Punteggio                            | Squadra ospite          | Data             |
| ----------------------- | ------------------------------------ | ----------------------- | ---------------- |
| Darwen                  | 1-2                                  | Blackburn Olympic       | 1º dicembre 1883 |
| Grantham                | 4-0                                  | Grimsby Town            | 26 novembre 1883 |
| Preston North End       | 4-1                                  | Great Lever             | 1º dicembre 1883 |
| Reading                 | 1-0                                  | West End                | 1º dicembre 1883 |
| Clapham Rovers          | 7-0                                  | Rochester               | 1º dicembre 1883 |
| Queen's Park            | 15-0                                 | Manchester              | 1º dicembre 1883 |
| Upton Park              | Direttamente al turno successivo     |                         |                  |
| Windsor Home Park       | 0-1                                  | Old Wykehamists         | 1º dicembre 1883 |
| Swifts                  | 2-0                                  | Marlow                  | 1º dicembre 1883 |
| Notts County            | 3-0                                  | Nottingham Forest       | 1º dicembre 1883 |
| Eagley                  | Direttamente al turno successivo     |                         |                  |
| Romford                 | 3-1                                  | Mosquitos               | 1º dicembre 1883 |
| Brentwood               | Direttamente al turno successivo     |                         |                  |
| Stafford Road           | 0-5                                  | Aston Villa             | 1º dicembre 1883 |
| Old Carthusians         | 2-7                                  | Old Foresters           | 24 novembre 1883 |
| Staveley                | 3-1                                  | Sheffield Wednesday     | 1º dicembre 1883 |
| Blackburn Park Road     | 2-3 Squalificate entrambe le squadre | Accrington              | 24 novembre 1883 |
| Bolton Wanderers        | 3-0                                  | Bolton Association      | 1º dicembre 1883 |
| Wednesbury Old Athletic | 4-2                                  | Wolverhampton Wanderers | 1º dicembre 1883 |
| Lockwood Brothers       | 3-1                                  | Rotherham Town          | 1º dicembre 1883 |
| Walsall Town            | 2-2                                  | Wednesbury Town         | 1º dicembre 1883 |
| Northwich Victoria      | 5-1                                  | Davenham                | 24 novembre 1883 |
| South Shore             | 0-7                                  | Blackburn Rovers        | 1º dicembre 1883 |
| Old Westminsters        | 2-1                                  | Hendon                  | 1º dicembre 1883 |
| Wrexham Olympic         | 3-4                                  | Oswestry                | 1º dicembre 1883 |
| Hurst                   | 3-2 risultato annullato              | Irwell Springs          | 1º dicembre 1883 |
| Padiham                 | Direttamente al turno successivo     |                         |                  |
| Birmingham Exclesior    | 1-1                                  | Derby Midland           | 1º dicembre 1883 |

## Ripetizioni
| Squadra locale  | Punteggio                              | Squadra ospite       | Data             |
| --------------- | -------------------------------------- | -------------------- | ---------------- |
| Wednesbury Town | 6-0                                    | Walsall Town         | 8 dicembre 1883  |
| Irwell Springs  | Qualificati per ritiro dell'avversaria | Hurst                |                  |
| Derby Midland   | 2-1                                    | Birmingham Excelsior | 15 dicembre 1883 |

## Terzo turno
| Squadra locale          | Punteggio                        | Squadra ospite    | Data             |
| ----------------------- | -------------------------------- | ----------------- | ---------------- |
| Grantham                | 1-4                              | Notts County      | 20 dicembre 1883 |
| Preston North End       | 9-1                              | Eagley            | 29 dicembre 1883 |
| Reading                 | 1-6                              | Upton Park        | 22 dicembre 1883 |
| Clapham Rovers          | 1-2                              | Swifts            | 22 dicembre 1883 |
| Old Wykehamists         | Direttamente al turno successivo |                   |                  |
| Old Foresters           | Direttamente al turno successivo |                   |                  |
| Romford                 | 1-4                              | Brentwood         | 29 dicembre 1883 |
| Blackburn Rovers        | 3-0                              | Padiham           | 29 dicembre 1883 |
| Blackburn Olympic       | Direttamente al turno successivo |                   |                  |
| Staveley                | 1-0                              | Lockwood Brothers | 29 dicembre 1883 |
| Bolton Wanderers        | 8-1                              | Irwell Springs    | 29 dicembre 1883 |
| Wednesbury Old Athletic | 4-7                              | Aston Villa       | 29 dicembre 1883 |
| Northwich Victoria      | Direttamente al turno successivo |                   |                  |
| Oswestry Town           | 1-7                              | Queen's Park      | 29 dicembre 1883 |
| Old Westminsters        | Direttamente al turno successivo |                   |                  |
| Wednesbury Town         | 1-0                              | Derby Midland     | 29 dicembre 1883 |

## Quarto turno
| Squadra locale     | Punteggio                          | Squadra ospite   | Data            |
| ------------------ | ---------------------------------- | ---------------- | --------------- |
| Preston North End  | 1-1 Preston North End squalificato | Upton Park       | 19 gennaio 1884 |
| Queen's Park       | 6-1                                | Aston Villa      | 19 gennaio 1884 |
| Swifts             | 2-1                                | Old Foresters    | 19 gennaio 1884 |
| Notts County       | 2-2                                | Bolton Wanderers | 19 gennaio 1884 |
| Blackburn Rovers   | 5-1                                | Staveley         | 19 gennaio 1884 |
| Blackburn Olympic  | 6-0                                | Old Wykehamists  | 19 gennaio 1884 |
| Northwich Victoria | 3-0                                | Brentwood        | 19 gennaio 1884 |
| Old Westminsters   | 5-0                                | Wednesbury Town  | 19 gennaio 1884 |

## Ripetizioni
| Squadra locale   | Punteggio | Squadra ospite | Data            |
| ---------------- | --------- | -------------- | --------------- |
| Bolton Wanderers | 1-2       | Notts County   | 2 febbraio 1884 |

## Quinto turno
| Squadra locale    | Punteggio | Squadra ospite     | Data            |
| ----------------- | --------- | ------------------ | --------------- |
| Upton Park        | 0-3       | Blackburn Rovers   | 9 febbraio 1884 |
| Notts County      | 1-1       | Swifts             | 9 febbraio 1884 |
| Blackburn Olympic | 9-1       | Northwich Victoria | 9 febbraio 1884 |
| Old Westminsters  | 0-1       | Queen's Park       | 9 febbraio 1884 |

## Ripetizioni
| Squadra locale | Punteggio | Squadra ospite | Data             |
| -------------- | --------- | -------------- | ---------------- |
| Swifts         | 0-1       | Notts County   | 14 febbraio 1884 |

## Semifinali
| Squadra locale   | Punteggio | Squadra ospite    | Data          |
| ---------------- | --------- | ----------------- | ------------- |
| Queen's Park     | 4-0       | Blackburn Olympic | 1º marzo 1884 |
| Blackburn Rovers | 1-0       | Notts County      | 1º marzo 1884 |

## Finale
| Squadra locale   | Punteggio | Squadra ospite | Data          |
| ---------------- | --------- | -------------- | ------------- |
| Blackburn Rovers | 2-1       | Queen's Park   | 29 marzo 1884 |